# Aedes calumnior
Aedes calumnior är en tvåvingeart som beskrevs av John Nicholas Belkin och Hermann von Heinemann 1970. Aedes calumnior ingår i släktet Aedes och familjen stickmyggor.
Artens utbredningsområde är Jamaica. Inga underarter finns listade i Catalogue of Life.